# チョン・ミソン (アナウンサー)
チョン・ミソン（朝: 정미선、1981年2月12日 - ）は大韓民国の放送局SBSに在籍する女性アナウンサー。淑明女子大学校消費者経済学科卒業。本貫は海州鄭氏である。

## 略歴
1999年に淑明女子大学校消費者経済学科へ入学。普通より1年早く大学校へ入学したため、同級生は全て年上だった。在学中の2002年11月からは同大学校の学生広報モデルを務めた。2003年に同大学校を卒業し、公開採用第11期アナウンサーとしてSBSに入社。
入社後は報道・教養番組を数多く担当。2008年10月に大学校時代から交際していた会社員の男性と結婚し、同年年末の『第2回SBS放送芸能大賞』でアナウンサー賞を受賞した。2011年9月には第38回韓国放送大賞でアナウンサー賞を受賞。2014年7月にSBSのメインニュース番組『ニュース8』のアンカーに起用され、2019年3月まで務めた。2017年3月からSBS『ニューストリー』の司会者を務めている。
2008年から、難病の子供らのために毎年1,000万ウォンの寄付を行っている。

## 主な受賞歴
- 2008年 第2回SBS放送芸能大賞アナウンサー賞[7]
- 2011年 第38回韓国放送大賞アナウンサー賞[8]